# Discografia de Skid Row
O Skid Row é uma banda de hard rock que consiste em uma discografia de 5 albums de estudio, 1 album ao vivo, 1 Coletania, 1 EP, 4 videos e 15 singles.

## Álbuns

### Álbuns de estúdio
| 1989                                    | Skid Row - Lançamento: 24 de Janeiro de 1989 - Gravadora: Atlantic Records - Formato: CD, LP, CS         | 6  | —  | 12 | —  | 11 | 35  | —  | —  | 21 | 26 | 30 | - US: 5× Platinum - UK: Gold - CAN: 5× Platinum   |
| 1991                                    | Slave to the Grind - Lançamento: 11 de Junho de 1991 - Gravadora: Atlantic Records - Formato: CD, LP, CS | 1  | —  | 3  | 16 | 8  | 3   | —  | 12 | 9  | 15 | 5  | - US: 2× Platinum - UK: Silver - CAN: 3× Platinum |
| 1995                                    | Subhuman Race - Lançamento: 28 de Março de 1995 - Gravadora: Atlantic Records - Formato: CD, LP, CS      | 35 | —  | 5  | —  | 31 | 6   | 84 | —  | 21 | 49 | 8  |                                                   |
| 2003                                    | Thickskin - Lançamento: 5 de Agosto de 2003 - Gravadora: Blind Man Sound - Formato: CD, LP               | —  | 46 | —  | —  | —  | 111 | —  | —  | —  | —  | —  |                                                   |
| 2006                                    | Revolutions per Minute - Lançamento: 24 de outubro de 2006 - Gravadora: SPV Records - Formato: CD, LP    | —  | —  | —  | —  | —  | 266 | —  | —  | —  | —  | —  |                                                   |
| "—" denotes releases that did not chart | |    |    |    |    |    |     |    |    |    |    |    |                                                   |

### Extended plays
| Ano  | Detalhes                                                                                                  | Posições | Posições | Posições | Certificações(vendas) |
| Ano  | Detalhes                                                                                                  | US       | SWE      | JPN      | Certificações(vendas) |
| ---- | --- | -------- | -------- | -------- | --------------------- |
| 1992 | B-Side Ourselves - Lançamento: 22 de setembro de 1992 - Gravadora: Atlantic Records - Formato: CD, LP, CS | 58       | 48       | 15       | - US: Gold            |

### Álbuns ao vivo
| Ano  | Detalhes do álbum                                                                                     |
| ---- | --- |
| 1995 | Subhuman Beings on Tour - Lançamento: 1995 - Gravadora: East West Records Japan - Formato: CD, LP, CS |

### Coletâneas
| Ano  | Detalhes |
| ---- | --- |
| 1998 | 40 Seasons: The Best of Skid Row - Release date: 3 de Novembro de 1998 - Gravadora: Atlantic Records - Formato: CD, LP, CS |

## Singles
| 1989                                    | "Youth Gone Wild"                        | 99 | 15 | 42 | —  | —  | —  | —  |            | Skid Row               |
| 1989                                    | "18 and Life"                            | 4  | 3  | 12 | —  | 6  | 17 | —  | - US: Gold | Skid Row               |
| 1989                                    | "I Remember You"                         | 6  | 2  | 3  | 12 | 14 | 5  | 7  |            | Skid Row               |
| 1991                                    | "Monkey Business"                        | —  | 6  | 19 | 31 | 59 | —  | —  |            | Slave to the Grind     |
| 1991                                    | "Slave to the Grind"                     | —  | 5  | 43 | —  | —  | —  | —  |            | Slave to the Grind     |
| 1991                                    | "Wasted Time"                            | 88 | 5  | 20 | —  | —  | —  | —  |            | Slave to the Grind     |
| 1991                                    | "In a Darkened Room"                     | —  | —  | —  | —  | —  | —  | 27 |            | Slave to the Grind     |
| 1992                                    | "Youth Gone Wild / Delivering the Goods" | —  | —  | 22 | —  | —  | —  | —  |            | B-Side Ourselves       |
| 1995                                    | "My Enemy"                               | —  | —  | —  | —  | —  | —  | —  |            | Subhuman Race          |
| 1995                                    | "Breakin' Down"                          | —  | —  | 48 | —  | —  | —  | —  |            | Subhuman Race          |
| 1995                                    | "Into Another"                           | —  | 28 | —  | —  | —  | —  | —  |            | Subhuman Race          |
| 2003                                    | "I Remember You Two"                     | —  | —  | —  | —  | —  | —  | —  |            | Thickskin              |
| 2003                                    | "Ghost"                                  | —  | —  | —  | —  | —  | —  | —  |            | Thickskin              |
| 2006                                    | "Shut Up Baby, I Love You"               | —  | —  | —  | —  | —  | —  | —  |            | Revolutions per Minute |
| 2006                                    | "Strength"                               | —  | —  | —  | —  | —  | —  | —  |            | Revolutions per Minute |
| "—" denotes releases that did not chart |                                          |    |    |    |    |    |    |    |            |                        |

## Videografia

### Vídeos
| Ano  | Detalhes                                                                                | Certificações(vendas) |
| ---- | --------------------------------------------------------------------------------------- | --------------------- |
| 1989 | Oh Say Can You Scream - Lançamento: 4 de Dezembro de 1989 - Gravadora: Atlantic Records | - US: Platinum        |
| 1993 | No Frills Video - Lançamento: 2 de Novembro de 1993 - Gravadora: Atlantic Records       |                       |
| 1996 | Road Kill - Lançamento: 16 de Outubro de 1996 - Gravadora: Atlantic Records             |                       |
| 2003 | Under the Skin - Lançamento: 2003 - Gravadora: Atlantic Records                         |                       |

### Vídeos musicais
| Ano  | Música               |
| ---- | -------------------- |
| 1989 | "Youth Gone Wild"    |
| 1989 | "18 and Life"        |
| 1989 | "I Remember You"     |
| 1990 | "Piece of Me"        |
| 1991 | "Monkey Business"    |
| 1991 | "Slave to the Grind" |
| 1992 | "Wasted Time"        |
| 1992 | "Quicksand Jesus"    |
| 1992 | "In a Darkened Room" |
| 1995 | "My Enemy"           |
| 1996 | "Breakin' Down"      |
| 1996 | "Into Another"       |
| 2003 | "Ghost"              |
| 2003 | "New Generation"     |
| 2003 | "Thick is the Skin"  |

## References
1. 1 2  «Skid Row Album & Song Chart History: Billboard 200». Billboard (magazine). Consultado em 3 de junho de 2010
2. ↑  «Skid Row Album & Song Chart History: Independent Albums». Billboard (magazine). Consultado em 3 de junho de 2010
3. ↑  «australian-charts.com - Australian charts portal: Albums». australian-charts.com. Consultado em 13 de junho de 2010
4. ↑  «Austrian Top 40 - Austrian chart portal: Albums». austriancharts.at. Consultado em 3 de junho de 2010
5. ↑  «Results - RPM - Library and Archives Canada: Top Albums/CDs». RPM (magazine). Consultado em 3 de junho de 2010. Arquivado do original em 19 de maio de 2011
6. 1 2  «Skid Row Chart History». Oricon. Consultado em 9 de dezembro de 2010
7. ↑  «dutchchart.nl - Dutch charts portal: Albums». dutchcharts.nl. Consultado em 3 de junho de 2010
8. ↑  «norwegiancharts.com - Norwegian charts portal: Albums». norwegiancharts.com. Consultado em 3 de junho de 2010
9. 1 2  «swedishcharts.com - Swedish charts portal». swedishcharts.com. Consultado em 3 de junho de 2010
10. ↑  «Die Offizielle Schweizer Hitparade und Music Community». hitparade.ch. Consultado em 3 de junho de 2010
11. 1 2  «Chart Stats - Skid Row». chartstats.com. Consultado em 3 de junho de 2010
12. 1 2 3  «RIAA - Gold & Platinum - June 03, 2010: Skid Row certified albums». Recording Industry Association of America. Consultado em 3 de junho de 2010
13. 1 2  «BPI search results». British Phonographic Industry. Consultado em 3 de junho de 2010
14. 1 2  «Music Canada search results». Music Canada. Consultado em 3 de junho de 2010
15. 1 2  «allmusic ((( Skid Row > Charts & Awards > Billboard Albums )))». Allmusic. Consultado em 3 de junho de 2010
16. ↑  «australian-charts.com - Australian charts portal: Singles». australian-charts.com. Consultado em 3 de junho de 2010
17. ↑  «Results - RPM - Library and Archives Canada: Top Singles». RPM (magazine). Consultado em 3 de junho de 2010. Arquivado do original em 19 de maio de 2011
18. ↑  «swedishcharts.com - Swedish charts portal: Singles». swedishcharts.com. Consultado em 3 de junho de 2010
19. ↑  «Die Offizielle Hitparade und Music Community». hitparade.ch. Consultado em 3 de junho de 2010
20. ↑  «RIAA - Gold & Platinum - June 03, 2010: Skid Row certified singles». Recording Industry Association of America. Consultado em 3 de junho de 2010
21. ↑  «RIAA - Gold & Platinum - June 03, 2010: Skid Row certified video albums». Recording Industry Association of America. Consultado em 3 de junho de 2010